# Moe Tsukui
Pas d'image ? Cliquez ici

a Compétitions nationales et continentales officielles uniquement.

b Matchs officiels uniquement.
Moe Tsukui (津久井 萌, Tsukui Moe), née le 28 mars 2000 à Takasaki (Japon), est une joueuse internationale japonaise de rugby à XV évoluant au poste de demi de mêlée.

## Biographie
Moe Tsukui naît le 28 mars 2000.
En 2022, elle joue pour le club des Yokogawa Musashino Atlastars (en) de Tokyo. Elle a 20 sélections en équipe du Japon quand elle est retenue en septembre 2022 pour disputer la Coupe du monde en Nouvelle-Zélande.
En juillet 2025, comptant désormais 41 capes en équipe nationale, elle est à nouveau retenue pour la Coupe du monde.